# Christian Martín Lujano Nicolás
Christian Martín Lujano Nicolás (23 de julio de 1977) es un político mexicano, miembro del Partido Acción Nacional, diputado federal de 2006 a 2009.
Inició su carrera política como secretario juvenil del PAN en la Delegación Cuauhtémoc de 1998 a 1999 y luego Secretario Juvenil en el Distrito Federal de esa fecha a 2001, en 2003 fue elegido diputado a la Asamblea Legislativa del Distrito Federal hasta 2006 y de 2004 a 2005 fue secretario general del Comité Delegacional del PAN en Tláhuac.
Electo diputado federal plurinominal a la LX Legislatura de 2006 a 2009, donde fue secretario de la Comisión del Distrito Federal y miembro de la de Desarrollo Metropolitano y de la de Medio Ambiente y Recursos Naturales.
Durante las dicusiones sobre la reforma fiscal en el congreso, en 2007, le correspondió proponer la enmienda al proyecto según el cual la gasolina tendría un aumento de 5.5% en su costo.